# Karol Gawłowski
Karol Gawłowski (ur. 27 października 1922 w Woli Zabierzowskiej, zm. 27 czerwca 2003) – polski działacz partyjny i urzędnik państwowy, w latach 1977–1980 wojewoda płocki.

## Życiorys
Syn Franciszka i Katarzyny. Ukończył studia wyższe, uzyskał stopień doktora, specjalizując się w zakresie rolnictwa i ekonomii. W latach 1946–1950 członek Zrzeszenia Studentów Polskich, w 1956 wstąpił do Polskiej Zjednoczonej Partii Robotniczej. Od 1950 pracował w Ministerstwie Rolnictwa jako inspektor, starszy inspektor i starszy radca, zastępca dyrektora parlamentu (1956–1958) i dyrektor generalny (1971–1977). W międzyczasie od 1958 do 1971 pozostawał dyrektorem naczelnym Zjednoczenia Hodowli Roślin i Nasiennictwa. Od 24 sierpnia 1977 do 12 grudnia 1980 wojewoda płocki, jednocześnie w latach 1977–1981 członek egzekutywy Komitetu Wojewódzkiego PZPR w Płocku. Był także członkiem redakcji kwartalnika „Notatki Płockie”. W 1981 został rencistą „z tytułu szczególnych zasług dla PRL”. W tym samym roku rozpoczął nauczanie kolejno jako starszy wykładowca, adiunkt, docent kontraktowy i zastępca dyrektora w Instytucie Polityki Rolnej Wyższej Szkole Nauk Społecznych przy KC PZPR w Warszawie.
Był żonaty z Kazimierą. Został pochowany na Cmentarzu Wojskowym na Powązkach.

## Odznaczenia
Odznaczony Medalem 10-lecia Polski Ludowej (1955), Złotym Krzyżem Zasługi (1955) i Medalem za Długoletnie Pożycie Małżeńskie (1998).